# Schlager-Rendezvous mit Mireille Mathieu
Schlager-Rendezvous mit Mireille Mathieu (sous-titré Ihre großen deutschen Erfolge) est une compilation sortie en Allemagne en 1973 chez Ariola regroupant 12 succès allemand de la chanteuse écrit par Georg Buschor et composé par Christian Bruhn.

## Chansons de la compilation
| 1.                     | Drei Matrosen aus Marseille   | Christian Bruhn, Georg Buschor | 2:27 |
| 2.                     | Ganz Paris ist ein Theater    | Christian Bruhn, Georg Buschor | 3:29 |
| 3.                     | Hans im Glück (chanson)       | Christian Bruhn, Georg Buschor | 2:55 |
| 4.                     | Martin                        | Christian Bruhn, Georg Buschor | 2:57 |
| 5.                     | Korsika                       | Christian Bruhn, Georg Buschor | 2:38 |
| 6.                     | Es geht mir gut, Chéri        | Christian Bruhn, Georg Buschor | 2:49 |
| 7.                     | Regen ist schön               | Christian Bruhn, Georg Buschor | 3:05 |
| 8.                     | Hinter den Kulissen von Paris | Christian Bruhn, Georg Buschor | 2:32 |
| 9.                     | Der pariser Tango             | Christian Bruhn, Georg Buschor | 2:49 |
| 10.                    | Tarata-Ting, Tarata-Tong      | Christian Bruhn, Georg Buschor | 3:03 |
| 11.                    | Aber dich vergeß ich nie      | Christian Bruhn, Georg Buschor | 2:59 |
| 12.                    | Akropolis Adieu               | Christian Bruhn, Georg Buschor | 3:25 |
| 35 minutes 18 secondes |                               |                                |      |